# Hugh Willoughby
Sir Hugh Willoughby (1500 Risley, Derbyshire - 1554 Varzina, poloostrov Kola) byl anglický mořeplavec a průzkumník. V roce 1553 vedl expedici do Číny a Indie, v té době neznámou Severní mořskou cestou, která vedla přes severní pobřeží Norska a Ruska k Beringově průlivu. Jeho úkolem bylo tuto cestu najít. Po obeplutí Severního mysu dopluli ke Kolskému poloostrovu, kde jeho dvě lodi ztroskotaly a on sám zahynul. Poslední třetí loď pod velením Richarda Chancellora doplula k ústí Severní Dviny a odsud se zbytek výpravy vydal na cestu do Moskvy, kde navázali obchodní styky s Ruskem.